# William Maynard Gomm
El mariscal de campo William Maynard Gomm (Barbados, Indias Occidentales, 10 de noviembre de 1784 - Brighton, Sussex del Este, Reino Unido, 15 de marzo de 1875) fue un comandante de la armada británica.

## Biografía
Su padre, William Gomm, murió en 1794, en el ataque a Guadalupe. Se unió a la armada como teniente en 1799 y luchó en los Países Bajos bajo las órdenes del duque de York.
En 1854 fue ascendido a general y en 1868 a mariscal de campo. En 1872 fue nombrado condestable de la Torre de Londres; murió en 1875. Se casó dos veces, pero no tuvo hijos. Sus cartas y diarios fueron publicados por el FC Carr-Gomm en 1881.